# Homályos busalepke
A homályos busalepke (Pyrgus serratulae) a busalepkefélék családjába tartozó, Európában és Közép-Ázsiában honos lepkefaj. 

## Megjelenése
A homályos busalepke szárnyfesztávolsága 2,4-2,8 cm. A szárnyak felső felszíne barnás-feketés, rajta kis fehér, szögletes foltokkal. Az elülső szárnyakon a foltok fehérek, éles szélűek, a hátulsón elmosódottak. A szárnyak fonákja sötétokker vagy aranybarna színű, a fehér foltok nagyobb területet foglalnak el, de nem érik el az alapszín összterületét. A hátulsó szárny fonákján a legfelső fehér tőfolt mindkét végén jól lekerekített, ellipszis alakú, a szárny közepén látható fehér foltok belső szegélye pedig egyenesen metszett, csaknem függőlegesen halad lefelé. 
Petéje halványzöld, erősen lapított gömb alakú, jól kifejezett hosszanti bordákkal. 
A hernyó feje fekete, teste eleinte zöld, majd sötétbarna, apró fehér szőrökkel és hátán két világosbarna sávval.
Változékonysága nem számottevő.

### Hasonló fajok
A feles busalepke, a hegyi busalepke, a kis busalepke, a nagy busalepke, a kerekfoltú törpebusalepke és a nyugati törpebusalepke hasonlít hozzá. Biztosan meghatározni csak mikroszkóppal, a genitáliák kipreparálásával lehetséges.

## Elterjedése
Európában (a Brit-szigetek és Skandinávia kivételével) és Közép-Ázsiában honos. Magyarország egész területén szórványosan fordul elő. 

## Életmódja
Száraz, köves vagy homokos talajú, ritkás vegetációjú rétek, sztyeppék, hegyekben déli fekvésű sziklás lejtők lakója, ahol a talajon gyakran mohák, zuzmók is találhatók. Június közepén kikelő hernyója különböző pimpó- (Potentilla spp.) és palástfű-fajokkal (Alchemilla spp.) táplálkozik. Utolsó előtti lárvaállapotában áttelel, majd március végén, április elején bebábozódik. Az imágók május közepén kelnek ki és július közepéig repülnek.  
Magyarországon védett, természetvédelmi értéke 10 000 Ft.

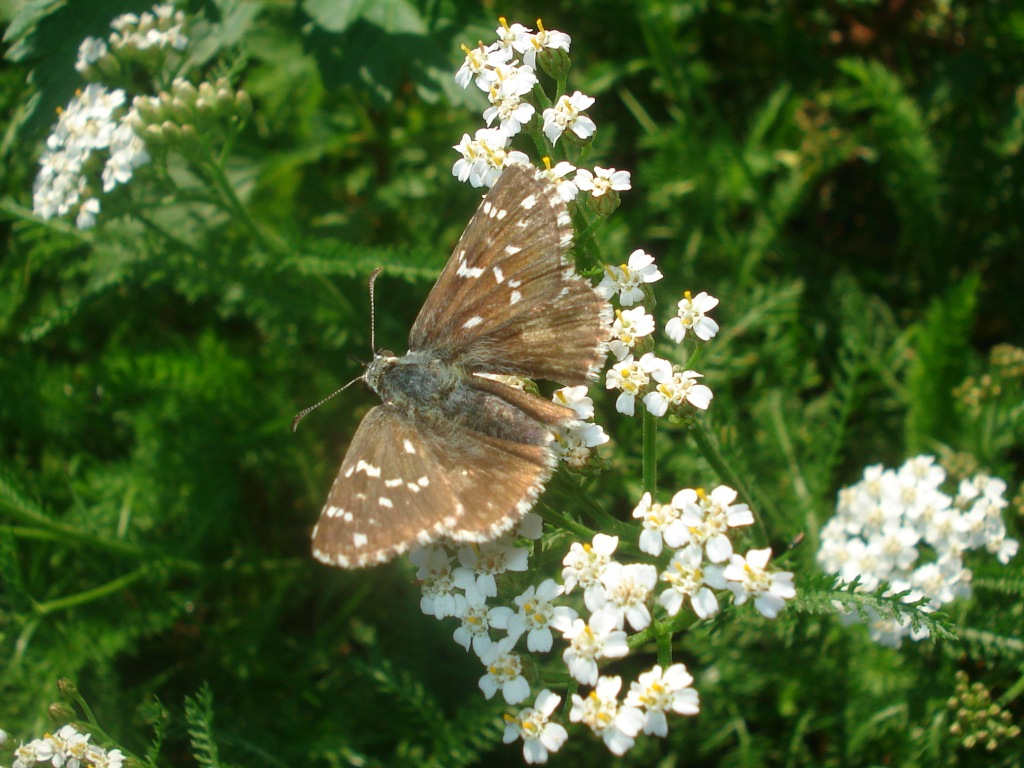
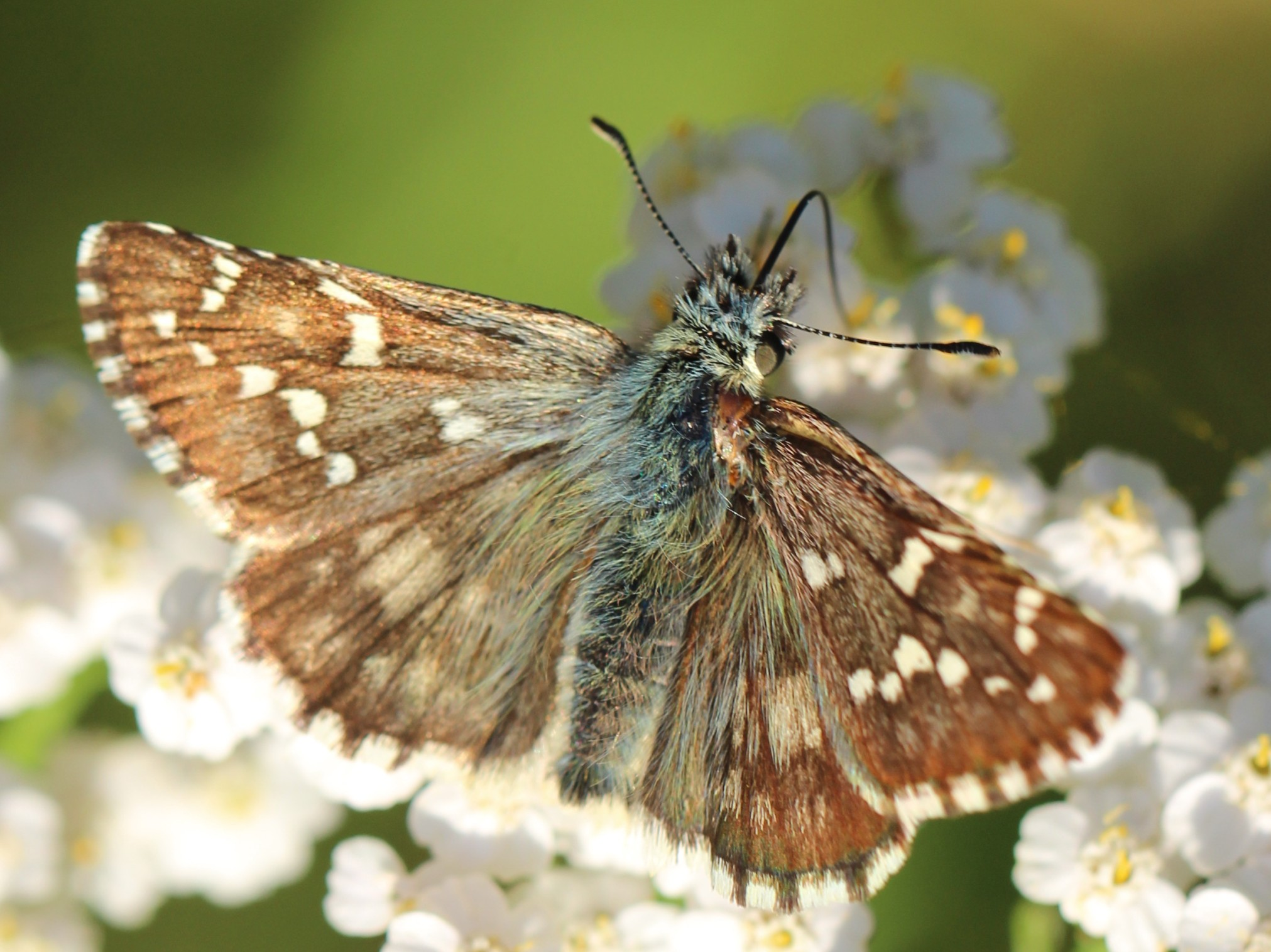
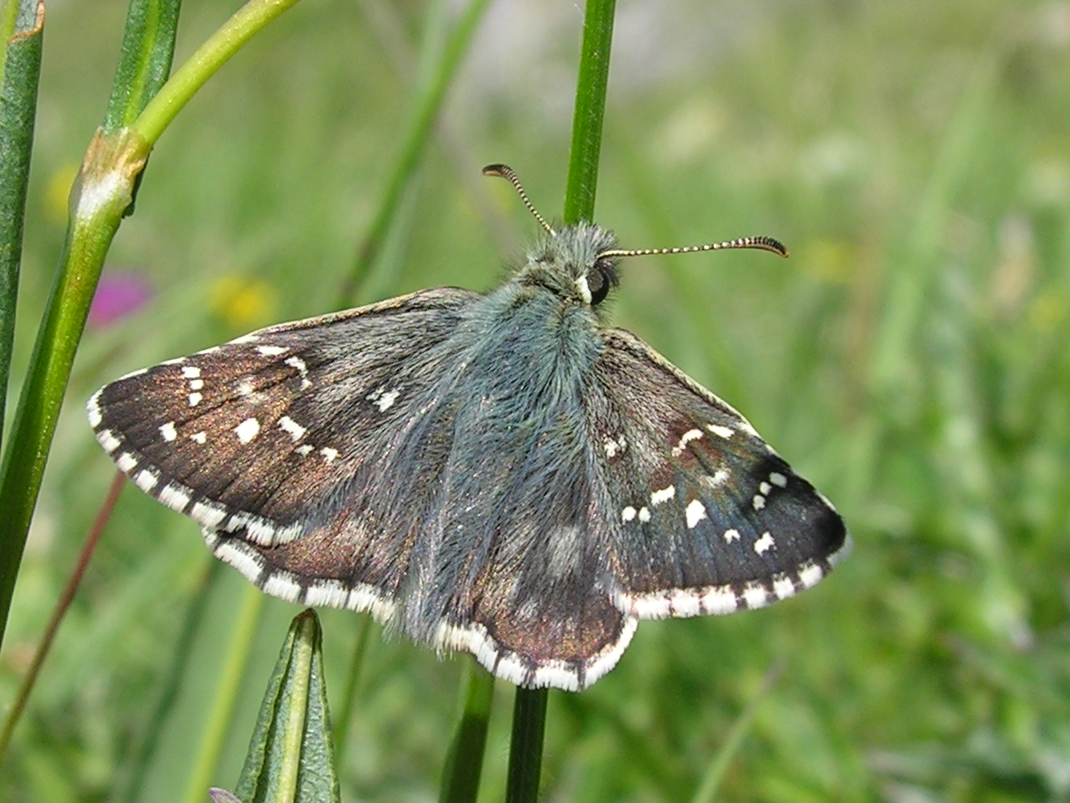
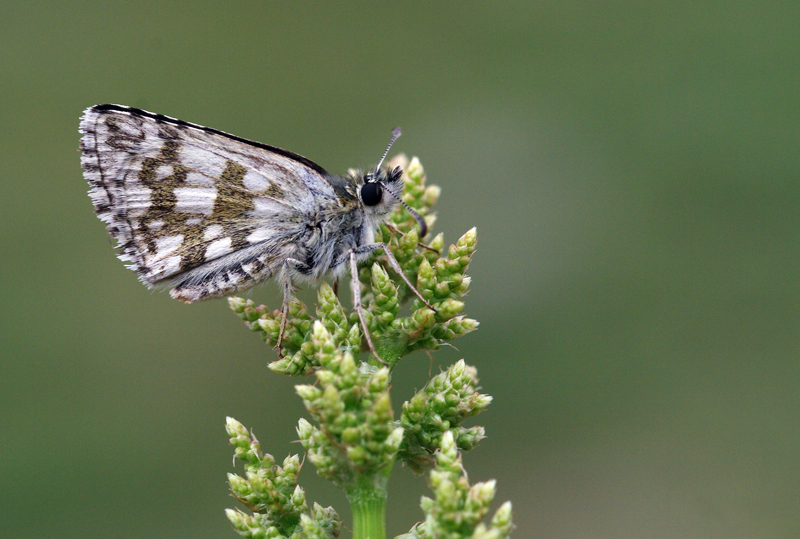